# 新潟市新津鉄道資料館
新潟市新津鉄道資料館（にいがたし にいつてつどうしりょうかん、英称：Niigata-City Niitsu Railway Museum）は、新潟県新潟市秋葉区に所在する鉄道保存展示施設である。
新潟市が施設の所有かつ運営管理を行っており、旧新潟鉄道学園跡地である新潟市新津地域学園内に所在する「本館」（新津東町2丁目）と、新津駅東口傍に所在する「新津駅中サテライト ていしゃば」（新津本町1丁目）の2施設から構成されている。

## 歴史

### 新潟鉄道教習所
新潟鉄道管理局は1937年（昭和12年）7月、新潟市下所島（現：中央区幸西）に新潟鉄道教習所を開設した。
後に1964年（昭和39年）6月の新潟地震により新潟鉄道教習所は建物等が壊滅、1966年（昭和41年）7月に新津市西金沢（新津市 東町を経て、現：新潟市秋葉区新津東町）まで移転し新たに竣工された。後には新潟鉄道学園に改組され、33,277平方メートルの敷地に、17の普通教室を備えていた。
| 設置学科                                                             | 施設概要 |
| -------------------------------------------------------------------- | --- |
| - 幹部研修科 - 普通学科 - 運輸科 - 運転科 - 施設科 - 電気科 - 工作科 | - 本館（5階建;暖冷房装置） - 普通教室 - 17教室 - 特別教室 - 図書室 - 寄宿舎（4階建;2棟暖房装置） - 収容人員 350人 - 実習館（2階建） - 運輸、運転、施設、電気、工作の各科用 - 体育館 - 付属施設 - 浴場、食堂、喫茶室、集会室、娛楽室等 - 屋外運動場 - 野球場、テニスコート、バレーコート |

### 開館の経緯
新津市（現：新潟市秋葉区）の新津車両所（新津車両製作所→現：総合車両製作所新津事業所）の敷地脇に所在した、新潟鉄道病院・新津分室が1982年（昭和57年）3月を以って廃止されたのに際して、「鉄道の町・新津市の鉄道文化を後世に伝承したい」として日本国有鉄道の職員OBや鉄道ファンなどが中心となって、鉄道を題材とした資料館の設置を求める動きが起こり、当時の新津市が旧分室の施設を活用して1983年（昭和58年）10月14日（鉄道記念日）、「新津市鉄道資料館」として開館した。開館に際し、国鉄OBを中心とした市民から数多くの資料提供を受け、当時の資料数は静態保存車両を含め約2,000点を有した。
また新潟鉄道学園は、1987年（昭和62年）の国鉄分割民営化に際して廃止・閉鎖された後、1997年（平成9年）4月に新津市が施設を買収し公民館施設へ転用されることになり、施設名称を「新津地域学園」とした。加えて鉄道資料館も旧施設の老朽化などから地域学園の別棟へ移転するに至り、1998年（平成10年）4月1日に開館した。この際に静態保存車両は東日本旅客鉄道（JR東日本）へ返却されたが、この移転時にも市民から数多くの資料提供を受けた。
また、2005年（平成17年）3月21日に新津市が新潟市へ編入合併されたことに伴い、地域学園は「新潟市新津地域学園」に改称し、鉄道資料館も現名称に改称した。後述するリニューアル事業着手前の2012年（平成24年）時点において約8,600点の資料を所蔵していた。

### 新津鉄道資料館活性化計画
しかし鉄道関連の展示施設でありながら、最寄りの新津駅などが所在する新津地区中心部からは直線で約2 km、徒歩20分強とやや離れており、新津駅からの路線バスも運行本数が少ないなど、公共交通によるアクセスも良好とはいえない立地条件下にあるのに加え、当時の展示内容は鉄道関連の機器に関するものが中心で、鉄道の文化に関する展示が乏しく、また移転以降は長らく静態保存車両を保有していないなど、より充実した展示内容への転換が必要とされていた。こうした事情から2011年（平成23年）夏、新津地区の経済界を中心に、鉄道資料館の新津駅近隣への移転を求める動きが起こった。
また、施設を運営する新潟市も同年から鉄道資料館のあり方について検討作業に着手し、翌2012年（平成24年）夏に「新津鉄道資料館活性化検討委員会」を発足させ、「交流人口の拡大と地域の活性化」「鉄道文化の発信拠点」「人づくりと地域の連携による事業の展開」の3つのミッションを制定し、現状の分析を踏まえて「新潟・新津と鉄道との関わり」など、より地域性が高く且つ親しみやすい展示内容への転換や、新津駅周辺にサテライト施設を設けるなどの施策について検討が進められた。
そして施設活性化策の一環として、新潟県に深い関わりを持つ鉄道車両の実車2両の展示が盛り込まれ、東北新幹線と上越新幹線が1982年（昭和57年）に開業して以来運行を続け、2013年（平成25年）春に運行を終了した新幹線200系電車の搬入が計画された。新潟市は運行終了後に東区寺山の新潟新幹線車両センターに留置されていたオリジナル塗色のK47編成の先頭車両（東京方1号車：221-1510）をJR東日本から譲り受け、5月26日昼から搬出を開始し、同日深夜から5月27日朝にかけて資料館へ輸送・搬入された。さらに現役時代、長らく新津機関区（現在の新津運輸区の前身）に配属され、退役後は中央区女池南の鳥屋野交通公園で保存されていたC57形蒸気機関車19号機の車体を予め3分割した上で、6月18日から6月19日未明にかけて輸送・搬入し、200系電車と並列して屋外展示スペースに保存され、6月22日から2日間開催された特別公開イベントで一般公開を実施し、その後は上屋新設等のため2両の公開を一旦休止した。
さらに、館内の全面改修及び展示内容の見直しなどのため9月1日から一時全面閉館して工事を実施し、2014年（平成26年）4月19日のプレオープンを以って本館1階の常設展示室と屋外展示スペースに限り公開を再開し、所蔵資料のうち約1,000点が公開された。そして同年7月19日のグランドオープンを以って、本館2階に新設された企画展示室と、休憩スペースを兼ねるパノラマ展示室の公開、さらに講演・講習会や企画展示などに活用できる多目的スペースの供用を開始し、全館の営業を再開した。この全面改修に際し、鉄道資料館が所在する資料棟の壁面は200系電車を模したカラーリングとなった。
また新津駅周辺のサテライト施設として2013年（平成25年）6月8日、同駅東口傍に「新津駅中サテライト」が開設された。資料館の所蔵品の一部を展示するのをはじめ、レンタサイクルの貸し出しやアクセス方法の案内などで資料館本館への来館者誘導を図る他、秋葉区の観光案内のパンフレットを揃えるなど区内の観光拠点としての役割を有している。なお駅中サテライトは無料で見学できる。サテライト開設に伴い、市と秋葉区では同年夏に愛称の一般公募を実施。選考の結果、同年秋に愛称「ていしゃば」が命名された。

### リニューアル以降の主な動き
リニューアル着手前の入館者数は2002（平成14）年度以降、年間8千人前後で推移していた。リニューアル後、市と秋葉区では2014年度の入館者数について目標値を「2万人」としていたが、開館後4か月弱の同年8月15日の時点で年度入館者2万人を達成し、同年度の入館者数は前年比の約5倍となる約4万6千人に上ったほか、県外からの来館者が約4割を占めるなど、入館者数を順調に伸ばしている。
また2015年（平成27年）7月20日には、愛媛県西条市に所在する四国鉄道文化館との間で姉妹館協定を締結した。これは当館本館のリニューアルと、同館南館の開館がいずれも1周年を迎えたことから、それらの記念事業の一環として締結されたもので、新潟市と西条市の間では、楽曲『千の風になって』にゆかりのある3市町と共同で2009年（平成21年）から実施している文化交流事業「千の風サミット」で交流が進められているのをはじめ、姉妹館締結1か月前の6月27日には災害時相互応援協定も締結している。締結式は同日、西条市の同館で篠田昭新潟市長と青野勝西条市長が出席して行われた。今後両館は、資料や展示品の相互貸借や観光情報などの発信で協力するほか、集客に関する情報、ノウハウの相互提供や人的交流などでも連携が進められる。
静態保存車両についても2015年（平成27年）夏、同年春まで特急「いなほ」「北越」などで運用されていた485系電車の先頭車両（もと新潟車両センター所属・T18編成、クハ481-1508）と、同年春まで主に上越線や只見線、信越本線の上越市周辺区間などで冬季の除雪作業にあたっていたDD14形ディーゼル機関車332号機（もと長岡車両センター所属）の2両をJR東日本から譲受して輸送・搬入のうえ、同年7月18日から3日間限りで特別公開を実施した（その後は上屋新設等のため公開休止、10月3日より一般公開を開始）。
さらに上記4両に加えて、2017年（平成29年）夏、新潟県内の各路線で半世紀近くに渡って運用されている（2022年3月11日を以って運用終了）115系（クモハ115-1061）と、東北新幹線・上越新幹線で運用された2階建て車両「Max」E4系（P1編成・新潟方8号車：E444-1）の2両を譲受し、同年6月下旬に輸送・搬入された。
2018年（平成30年）9月、第一建設工業から上越新幹線・北陸新幹線のJR東日本新潟支社管内での安全確認に用いられていた軌道安全確認車「GA-100」（004号機）を譲受し10月より展示を開始、これにより保有車両数は計7両となった。

## 展示内容

### 屋外展示コーナー

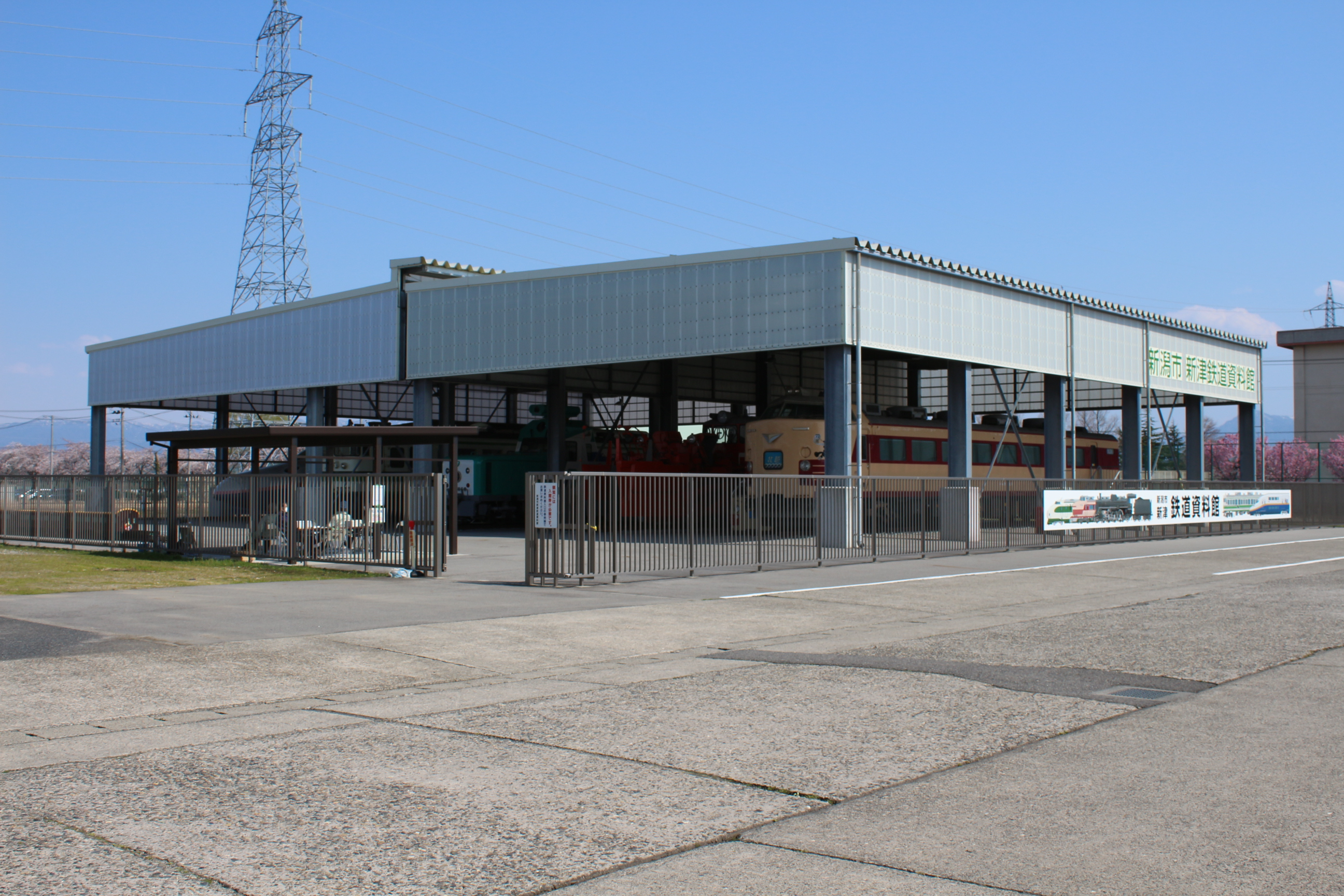
南側 屋外展示場

屋外展示コーナーは、資料棟に隣接する北側と、体育館に隣接する南側の2箇所が設けられている。
鉄道に関する保存展示施設でありながら長らく静態保存車両を所蔵していなかったが、前述のように2013年6月から200系(K47編成221-1510)電車とC57形蒸気機関車の2両（資料棟北側）、さらに2015年7月から485系（T18編成クハ481-1508）電車とDD14形ディーゼル機関車の2両（体育館南側）の計4両を所蔵して公開している。なお前述のとおり2017年中旬に115系（N15編成クモハ115-1061）電車とE4系（P1編成E444-1）電車、2018年10月にGA-100新幹線軌道確認車を所蔵しこれにより保有車両数は計7両となった。なお、E4系と115系の公開は2017年7月15日に開始された。
これらの展示車両はいずれも通常時は外観のみの公開だが、不定期ながらイベント開催時等には車内の公開も実施している。
資料棟北側の展示コーナーにはこの他、かつて新潟県内を走行していた車両の台車、信号機や踏切などの機器、旧：赤谷線の2駅に設置されていた駅名標も展示されている。

### 1階
本館1階の常設展示室は2014年4月にリニューアルされ公開を再開した。「鉄道のまち - 新潟・新津の歴史をたどる」をメインテーマに、4つの展示ゾーンで様々な手法を用いながら地域に根差した鉄道文化の魅力を紹介している。
1. 鉄道のまち新津
鉄道の要衝として発展してきた新津地区および新潟市の、鉄道との関わりを紹介。新津駅と新津地区の歴史を中心に展示している。
2. 鉄道の技術と新潟・新津
日本国内の鉄道技術に関し、新潟・新津の資料を中心に紹介する。トレインシミュレーターも設置されている。
3. 新潟・新津の人々と鉄道
新潟・新津と鉄道の歴史を中心に紹介する。過去に新潟県内を発着した列車のヘッドマークのほか、赤谷線、魚沼線・頸城鉄道線・越後交通栃尾線・越後交通長岡線・蒲原鉄道線・新潟交通電車線など、これまでに県内で廃線となった路線に関する展示などがある。
4. コレクション展示
保線車両のほか各種機器など、収蔵資料の展示が中心となっている。

### 2階
本館2階の展示室は2014年7月から公開を開始した。リニューアル前は資料庫となっており非公開だった。2階は渡り廊下によって地域学園本館の研修棟と連絡しているが、通常時は出入りできない。なお講演・講習会の一部は、研修棟2階の201研修室で開催される場合がある。
企画展示室
新潟・新津と鉄道との関わり合いにまつわるテーマを中心に企画展が開催される。
パノラマ展示室・キッズコーナー
休憩スペースを兼ねており、鉄道模型のジオラマを見ながらカウンター席での休憩が可能。子供向けに鉄道の玩具や絵本も置かれている。
多目的スペース
企画展の展示スペースとして運用されるほか、鉄道友の会の展示コーナーが併設されている。

### 新津駅中サテライト

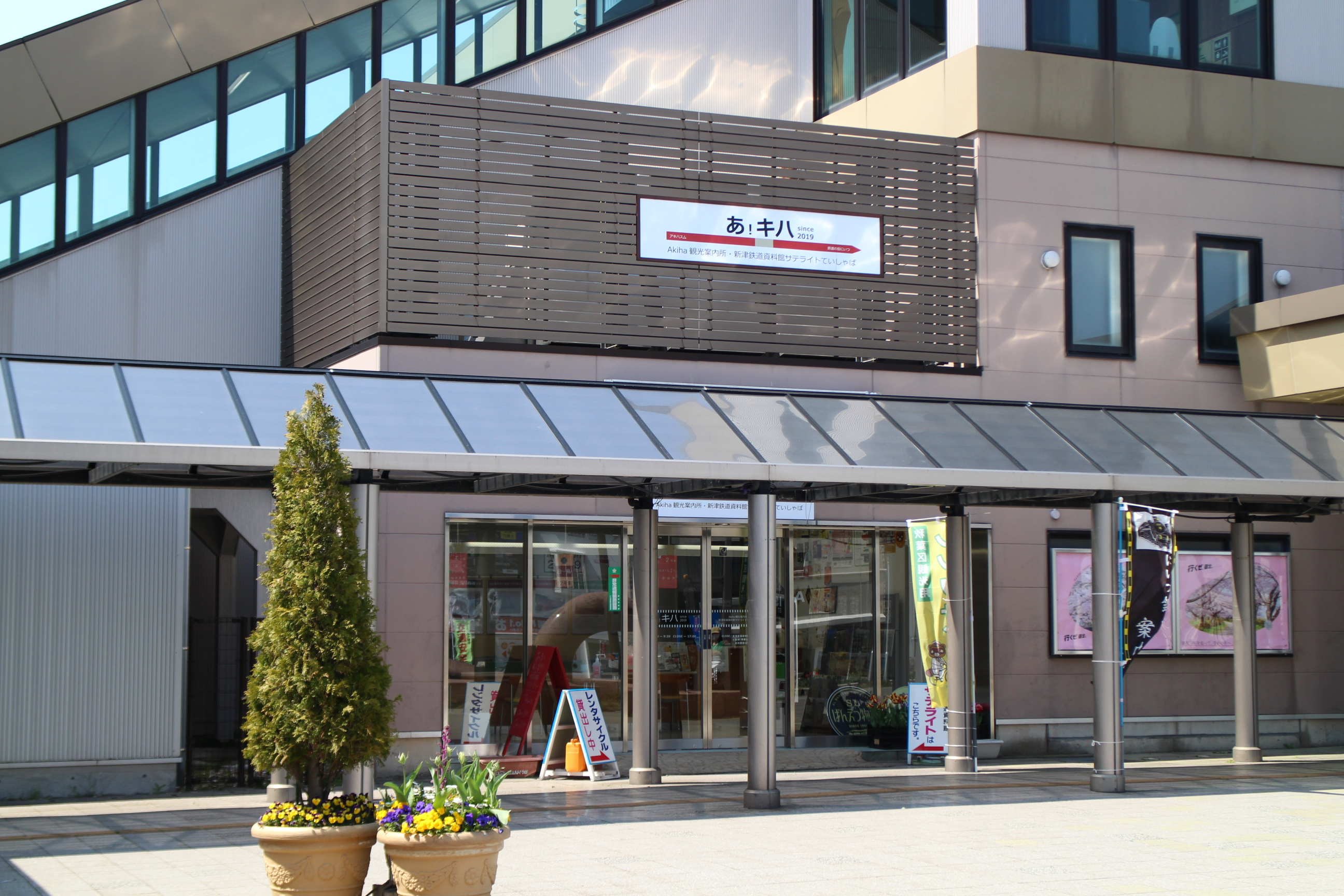
新津駅中サテライト あ!キハ

駅中サテライト「ていしゃば」では本館の所蔵資料の一部を展示しているほか、市内・区内の観光や特産品、新潟駅・新津駅の駅弁の紹介などの展示が行われている。開館時間内にはレンタサイクルの貸与も行われている。
また東口駅前広場北側のポケットパークには、従来本館で屋外展示されていた台車をはじめとする一部の所蔵資料が展示されている。
このほか、新津駅周辺では所蔵資料の一部がモニュメントとして活用されており、新津本町通り沿いにはC57形蒸気機関車149号機の第一動輪（新潟県信用組合新津支店前）と踏切警報機（三村歯科医院前）が、西口駅前広場内には8620形蒸気機関車68635号機の第二動輪が、それぞれ展示されている。これらと合わせ、新津駅周辺の商店街では「鉄道の街」をアピールする取り組みも進められている。

### リニューアル前の展示内容
リニューアル着手前は前述のように静態保存車両は所蔵しておらず、館外に置かれていた200系電車のモックアップ（原寸模型）が置かれているのみであった。このモックアップは200系の実車両搬入が決定したこと、そして老朽化が進んでいたことなどを理由に、2013年春に解体された。
常設展示ではディーゼルエンジン、トルクコンバータのカットモデルや、実際にスイッチで操作して動かすことのできるパンタグラフなど、鉄道に関わる機器の機構に関する展示を主体としていた。また日本有数の豪雪地帯に所在することもあり、鉄道の除雪、雪崩対策に関する展示も行われ、これらの一部は現在も継続して展示されている。また通常非公開となっていた収蔵資料については書庫内に保管され、それらの一部は職員に依頼して閲覧する方式となっていた。

## 営業案内

### 本館
- 所在地：新潟県新潟市秋葉区新津東町二丁目5番6号　新津地域学園 資料棟1・2階
- 開館時間：9時30分 - 17時00分（最終入館受付 16時30分）
- 休館日：火曜日及び12月28日から1月3日まで（火曜日が祝日の時は翌日）、資料整理時等には臨時休館する場合あり
- 観覧料
  - 常設展示観覧料
    - 個人：一般300円、高校生・大学生200円、小学生・中学生100円
    - 団体（20人以上）：一般240円、高校生・大学生160円、小学生・中学生80円

  - 土曜・日曜・祝日は中学生以下無料
  - 企画展示の開催時には、企画展示観覧料（常設展示を含む）が必要となる場合あり
  - 年間パスポート（発行日より1年間有効）：一般1,000円、高校生・大学生700円

本館はバリアフリー対策として、資料棟の正面玄関にスロープが設置されている。なお資料棟にはエレベーター等は設置されていないが、隣接する研修棟に設置されたエレベーターを利用して渡り廊下を経由すれば、2階フロアの観覧が可能となっている（エレベーター利用の際は係員への申し出が必要）。

### 新津駅中サテライト
- 所在地：新潟県新潟市秋葉区新津本町一丁目1番1号　新津駅東口
- 開館時間：9時30分 - 16時30分
- 休館日：火曜日及び12月28日から1月3日まで（火曜日が祝日の場合は翌日）
- 入館無料

## ギャラリー

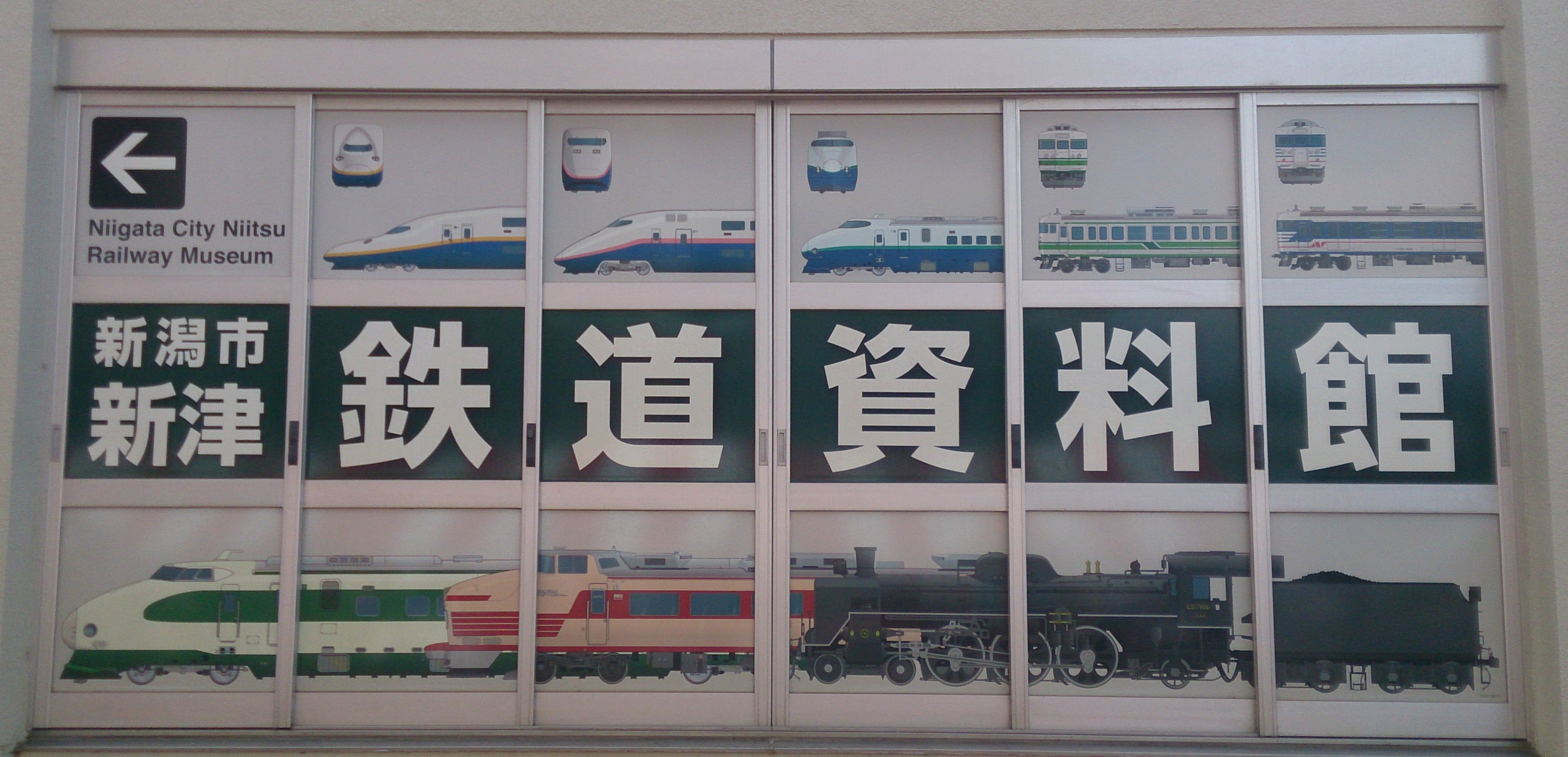
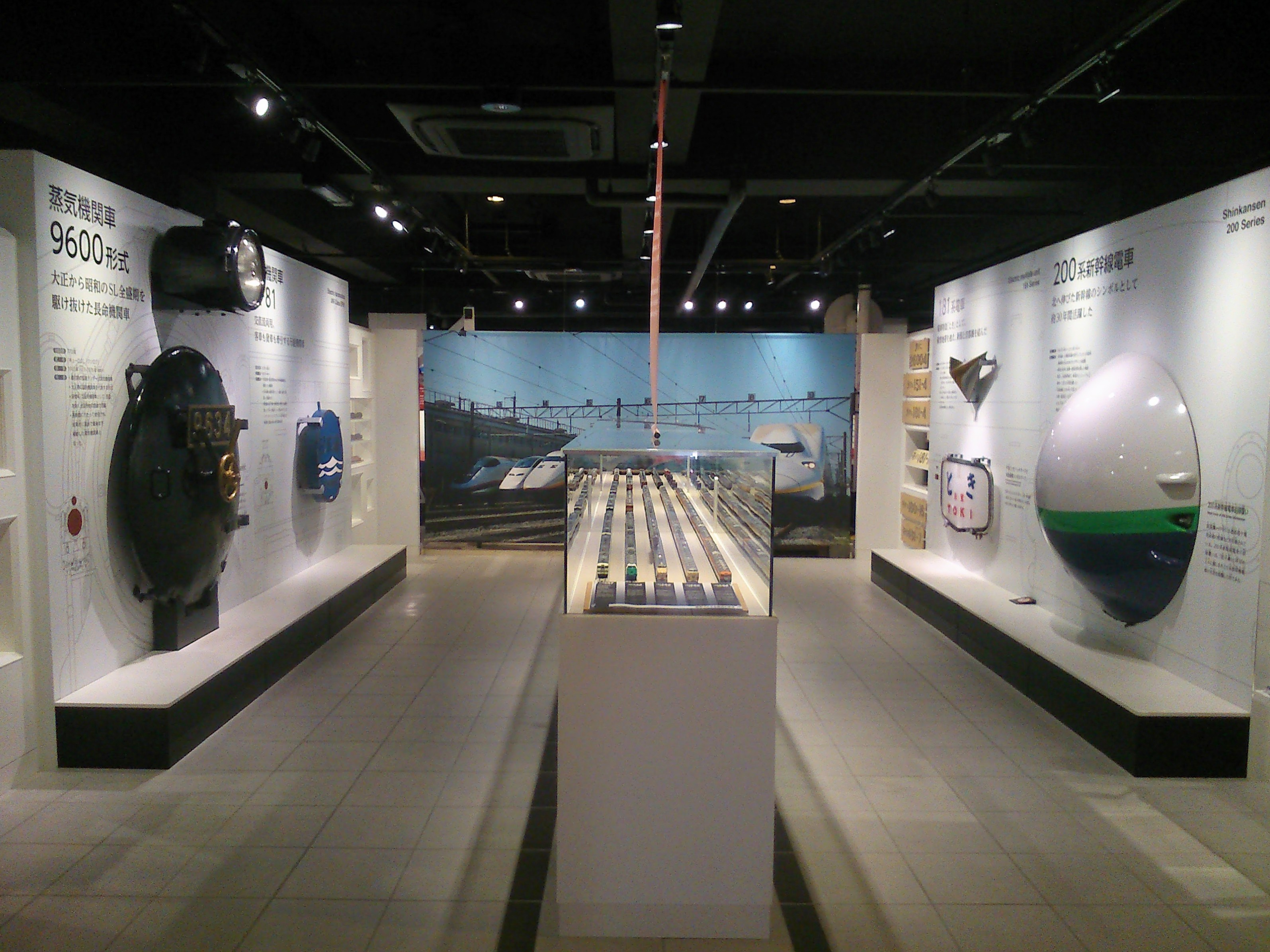
屋内展示「鉄道の技術と新潟・新津」
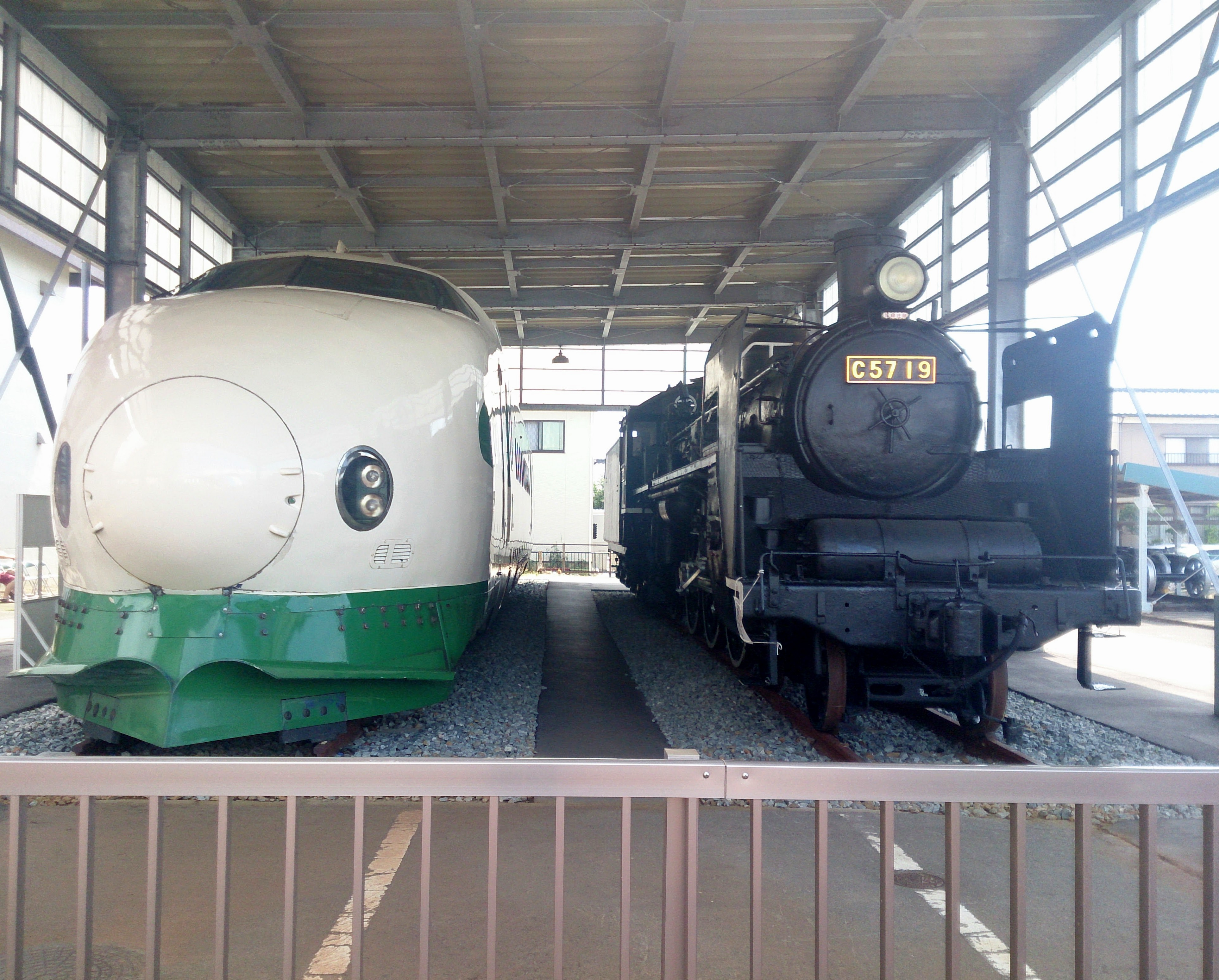
（資料棟・北側）200系、C57形蒸気機関車
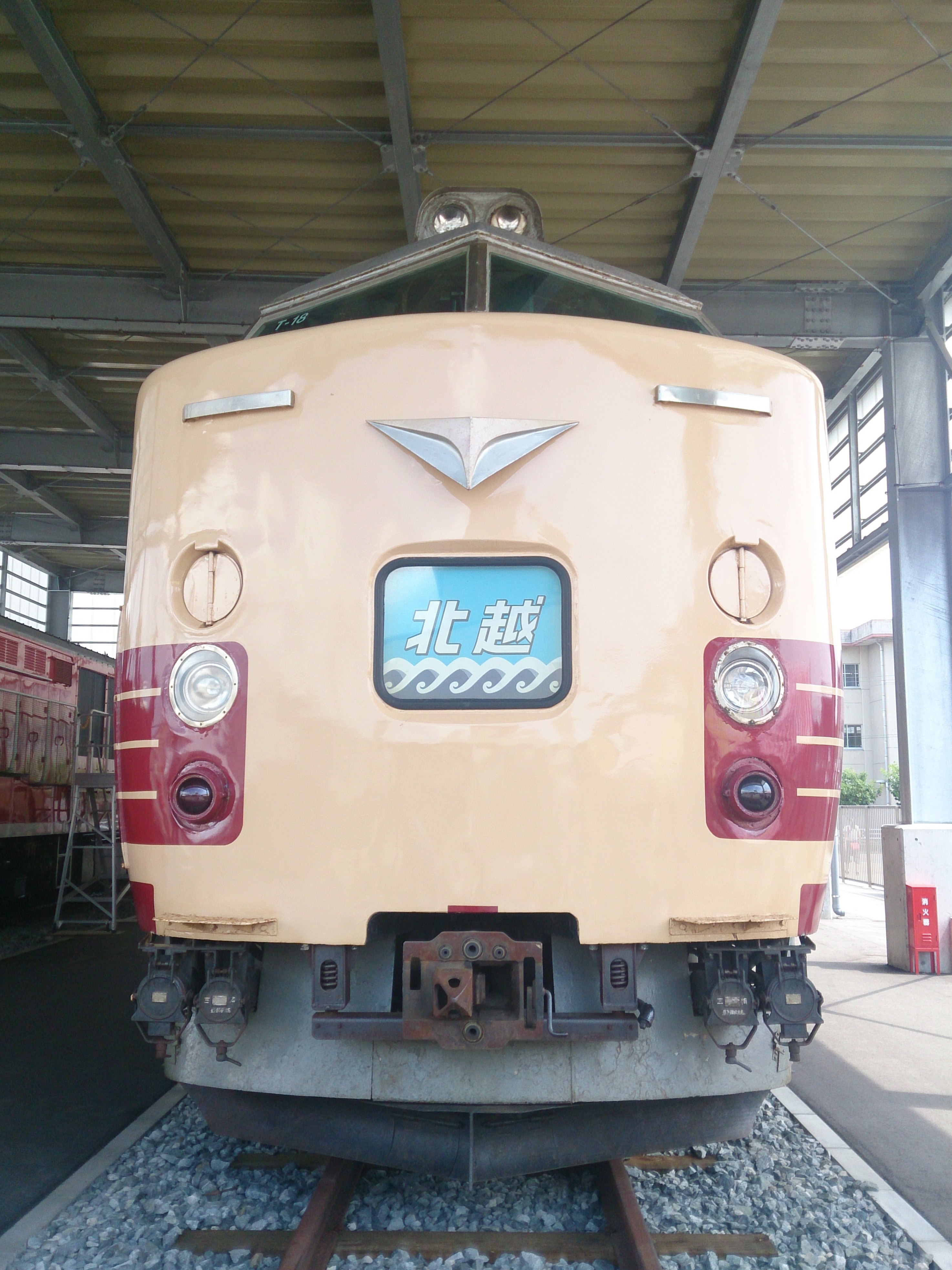
展示車両485系（2017年7月）
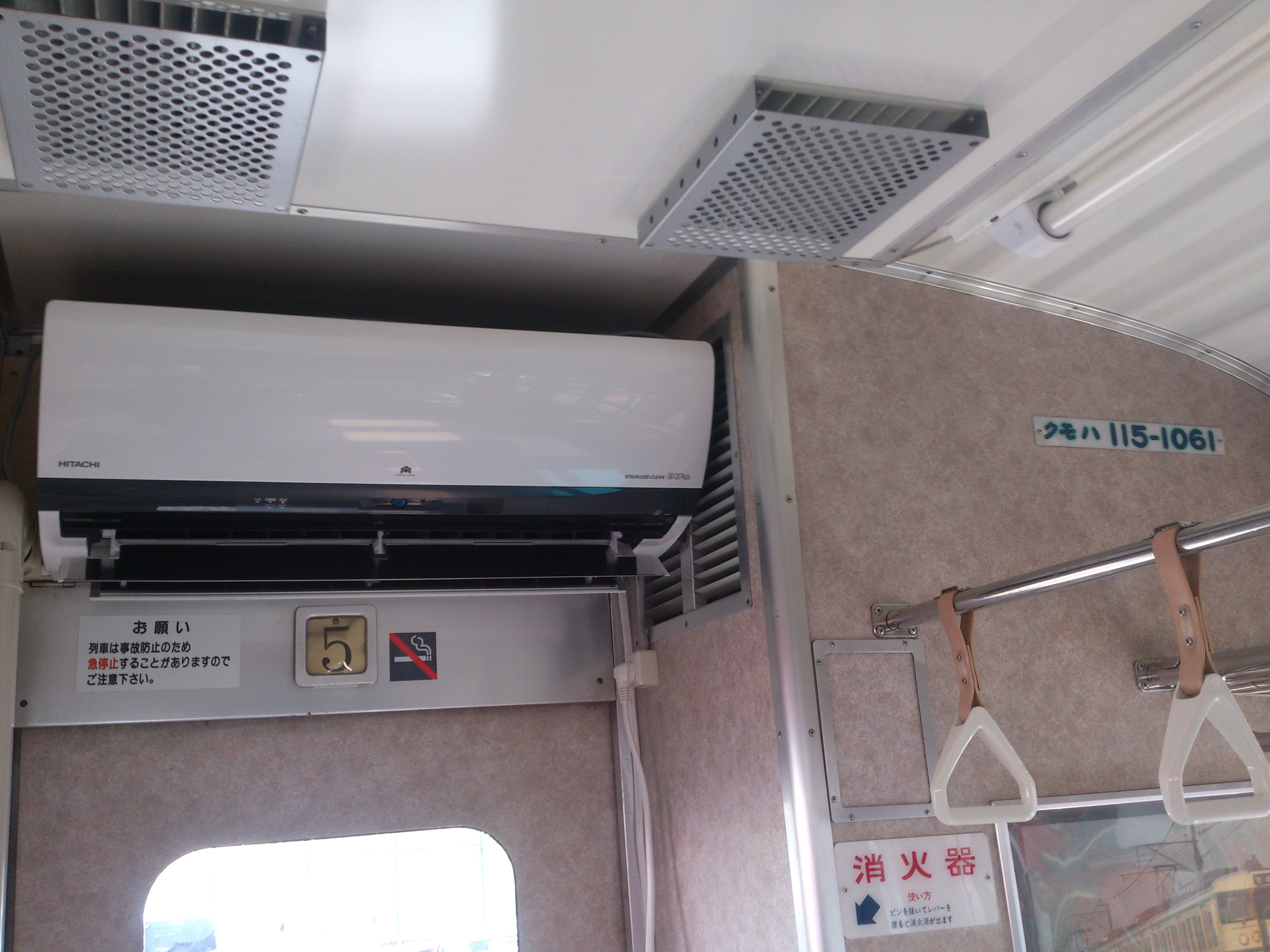
展示車両115系の後部（2017年7月）
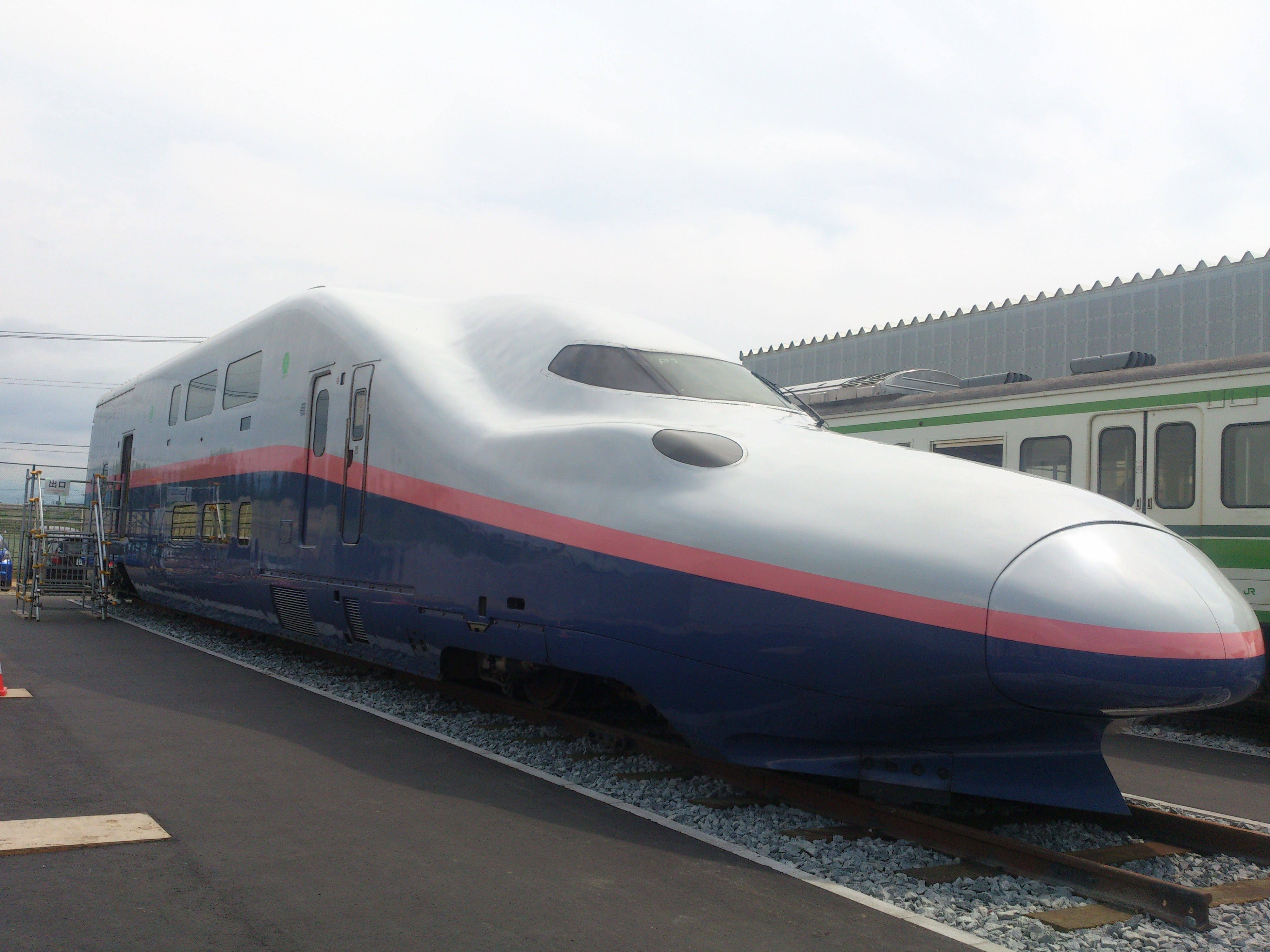
展示車両E4系（2017年7月）
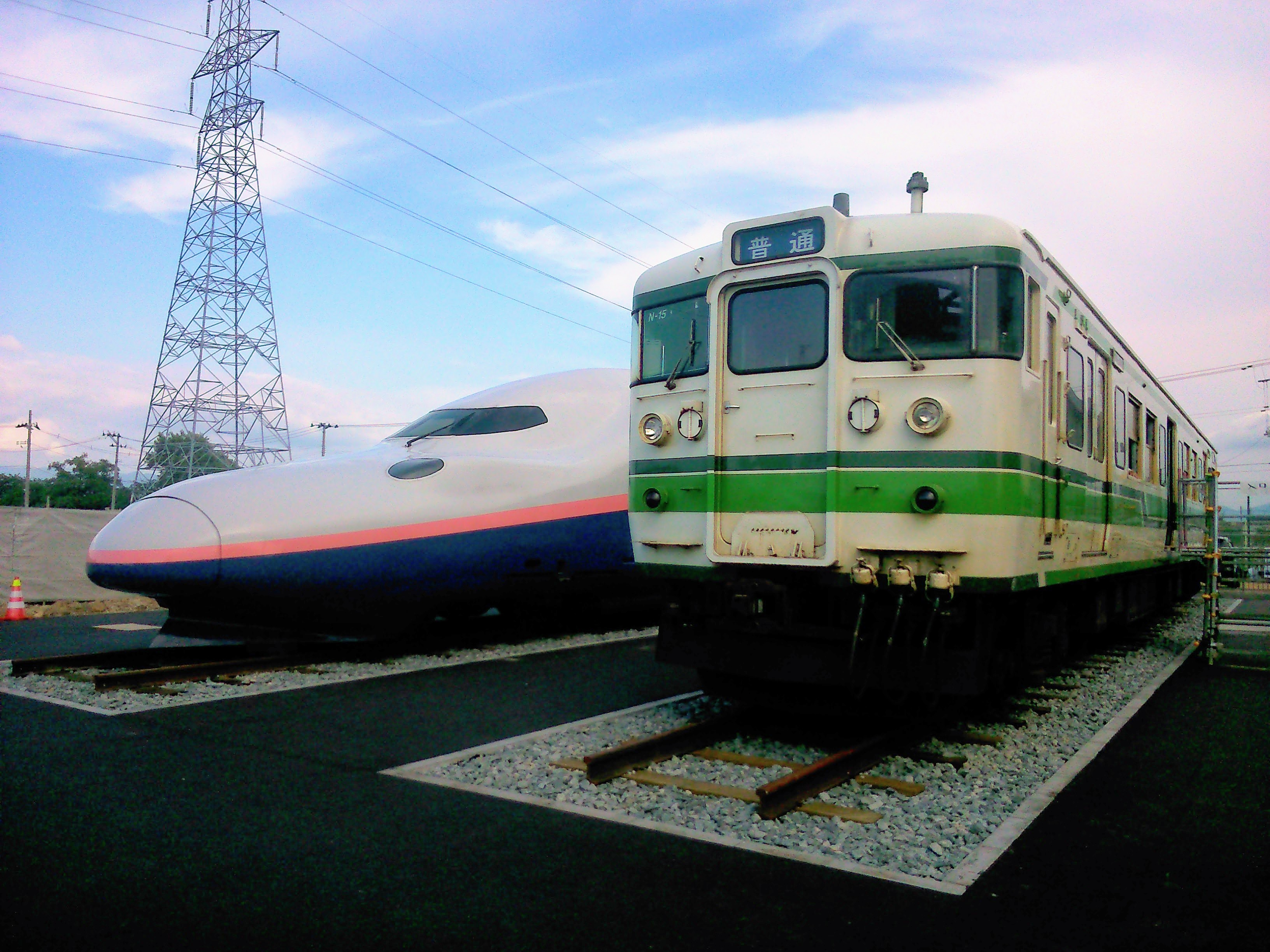
展示車両（2017年7月）
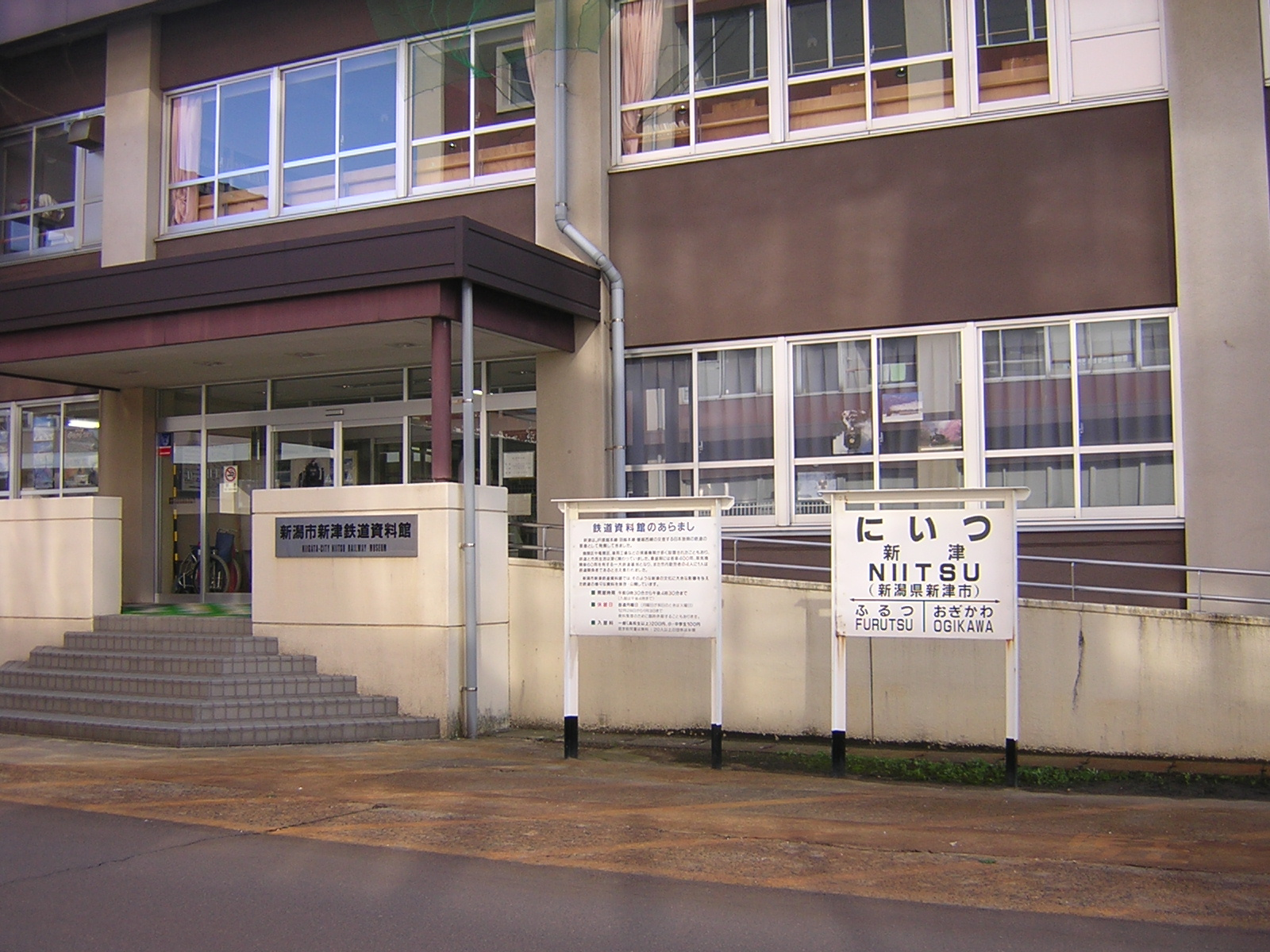
リニューアル前（2006年4月）

## 交通

### 本館
公共交通
- 新津駅東口から東へ約2 km。同駅のサテライト施設にて季節限定で無料レンタサイクルの貸出しが行われている[15]。または下記路線バスに乗車[16][17]。
  - 新潟交通観光バス「S94 下越病院・沢海・横越経由 新潟駅・万代シテイ」行、もしくは「SK1 下越病院・中新田経由 京ヶ瀬営業所」行でいずれも「新津工業高校前」下車後徒歩約3分
  - さくら交通「下新」行（旧SK2系統）で「新津工業高校前」下車後徒歩2分、または「第五中学校前」下車後徒歩約5分

※新潟交通観光バスの路線は、運賃精算にICカード「りゅーと」とSuica他10種類の交通系ICカードが利用可能。さくら交通の路線はカード類利用不可。
※また新津工業高校前バス停は、新津駅発の停留所は京ヶ瀬方面と下新方面とで位置が異なっているが、新津駅方面行の停留所は同一位置に所在する。
※新潟駅からは、万代口バスターミナル13番線から前掲の「S94 沢海・下越病院経由 新津駅・秋葉区役所」行で「新津工業高校前」下車。
- 特定時期（夏休み期間、企画展開催期間等）の土曜・休日等には新津駅東口 - 本館間（約30分間隔）、新津地区で鉄道関連のイベントが開催される際には加えてJ-TREC新津事業所 - 本館間の無料シャトルバス（運行間隔は随時設定）を運行する場合あり

自家用車
- 磐越自動車道 新津インターチェンジから新潟県道34号新津停車場線経由で約3分
- 駐車場：100台収容[15]（無料、新津地域学園の全施設と共用）

### 新津駅中サテライト
- 新津駅東口 旧びゅうプラザ新津跡地「あ!キハ Akiha 観光案内所」内（東西自由通路・東口側南階段下）
- 駐車場：なし
通常時は東口周辺の有料駐車場の利用が必要だが、本館で特別公開イベントが実施される際には臨時駐車場が開設される。